# Pelcia
Pelcia est commune rurale située dans le département de Kordié de la province de Sanguié dans la région du Centre-Ouest au Burkina Faso.

## Géographie
Pelcia est localisé sur les rives du lac de retenue du barrage de Soum.

## Éducation et santé
Le village accueille une école primaire.